# Панфілово (Нижньогородська область)
Панфілово (рос. Панфилово) — село в Арзамаському районі Нижньогородської області Російської Федерації.
Населення становить 39 осіб. Входить до складу муніципального утворення Шатовська сільрада.

## Історія
Від 2009 року входить до складу муніципального утворення Шатовська сільрада.

## Населення
| 1999 | 2002 | 2010 |
| ---- | ---- | ---- |
| 62   | ↘53  | ↘39  |